# Full Circle (Icehouse)
Full circle is een verzamelalbum met remixes van nummers van Icehouse. Het is een voortzetting van de in 1993 verschenen ep getiteld Spin one. Daarop waren al te horen Shakin’ the cage, MLK, Dedicated to glam en The greath southern mix. Er zijn geen hitparadenoteringen bekend van dit album.

## Musici
- Icehouse - samenstelling wisselt per nummer

Met
- Buckethead (The great southern mix), Jon Ingoldsby – gitaar
- The Bamgarra Dance Company:
  - Banula Marika – zang, percussie
  - Djakapurra Munyarryan, Yatuma Gurruwiwi – didgeridoo, zang
- Echo Island:
  - Don Murray – didgeridoo
  - Peter Datjing – zang en percussie
- Bernie Warrell – toetsinstrumenten
- Yassa – rap
- Christina Amphlett, Jenny Andrews, - zang
- Bill Laswell – basgitaar

## Muziek
De twee compact discs kregen een subtitel mee.
| Nr. | Titel             | Duur |
| --- | ----------------- | ---- |
| 1.  | Shakin’ the cage  | 5:07 |
| 2.  | Colours           | 6:58 |
| 3.  | Desdemona         | 3:58 |
| 4.  | Mercy             | 3:52 |
| 5.  | Yo, micro babe    | 6:20 |
| 6.  | MLK               | 5:31 |
| 7.  | She comes         | 5:21 |
| 8.  | Wild              | 6:51 |
| 9.  | Dedicated to glam |      |

Desdemona is een cover van een nummer van Marc Bolan geschreven voor John's Children. Yo, micro babe voert terug op Hey Little Girl.

| Nr. | Titel                  | Duur  |
| --- | ---------------------- | ----- |
| 1.  | Melt steel (part 1)    | 3:45  |
| 2.  | Slow motion            | 6:12  |
| 3.  | Kilimanjaro            | 7:15  |
| 4.  | Melt steel (part 2)    | 0:43  |
| 5.  | Blue noise             | 6:00  |
| 6.  | The great southern mix | 16:02 |
| 7.  | Melt steel (part 3)    | 1:02  |

In Melt steel (part 1-3) is de stem te horen van en geïnterviewde  Marc Bolan, Blue noise voert terug op Electric blue, nummer van Davies en John Oates